# Hamgyong del Nord
Hamgyong del Nord (en coreà: 함경북도, Hamgyŏng-pukto) és una província de Corea del Nord. La província es va crear en 1896 a partir de la meitat nord de l'antiga província de Hamgyong, sent una província de Korea fins a 1945, després va passar a ser una província de Corea del Nord. La seva capital és Chongjin.
A la província es troben la llançadora de míssils Musudan-ri i el camp de concentració de Onsong. En aquesta província també se situa el lloc on el govern nord-coreà va realitzar les seves primeres proves nuclears.

## Geografia
La província limita al sud-oest amb Hamgyong del Sud, a l'oest amb Ryanggang i al nord-est amb la ciutat de Rason, territori que es va separar de Hamgyong del Nord en 1993. Al nord es troba la frontera internacional amb la República Popular Xina que és delimitada pel riu Tumen. El mar del Japó s'estén a l'est.

## Proves nuclears
A l'octubre de 2006, el govern nord-coreà va dur a terme a la província diverses proves del Programa nuclear de Corea del Nord. La ubicació exacta de les proves, no es coneix, però es diu que va ser a diversos quilòmetres de la costa, en el mar del Japó.

## Organització administrativa
Hamgyong del Nord es divideix en 3 ciutats ("Si") i 12 comtats ("Kun"). Una d'aquestes tres ciutats (Ch'ŏngjin) es troba al seu torn subdividida en 7 sectors ("Kuyeok").

### Ciutats i poblacions
- Ch'ŏngjin-si (청진시; 淸津市)
  - Ch'ŏngam-guyŏk (청암구역; 青岩區域)
  - P'ohang-guyŏk (포항구역; 浦港區域)
  - Puyun-guyŏk (부윤구역; 富潤區域)
  - Ranam-guyŏk (라남구역; 羅南區域)
  - Sinam-guyŏk (신암구역; 新岩區域)
  - Songp'iŏng-guyŏk (송평구역; 松坪區域)
  - Sunam-guyŏk (수남구역; 水南區域)
- Hoeryŏng-si (회령시; 會寧市)
- Kimch'aek-si (김책시; 金策市)